# Bernardo IV di Comminges
Bernardo (anche in spagnolo, Bernard in francese, Bernat in catalano e occitano; metà del XII secolo – 22 febbraio 1225) fu Conte di Comminges, dal 1176 alla sua morte e  visconte di Marsan e Contessa di Bigorre dal 1185 al 1192.

## Origine
Secondo la Histoire Générale de Languedoc 2nd Edn. Tome V, Preuves, Bernardo era figlio del Conte di Comminges, Bernardo III di Comminges, detto Dodon (de iste Dodo exivit B. iste comes) e, come conferma la La Vasconie. Tables Généalogiques, della moglie, Laurentia, figlia del conte di Tolosa, di Rouergue o di Rodez, duca di Settimania o di Narbona e marchese di Provenza, Alfonso Giordano e di Faydide o Faydive d'Uzès e Posquiêres, che era sorella del conte di Tolosa (Bernardus comes Convenarum filius sororis comitis Tolosani), Raimondo V di Tolosa.

Bernardo III di Comminges, detto Dodon, sempre secondo la Histoire Générale de Languedoc 2nd Edn. Tome V, Preuves, era figlio del Conte di Comminges, Bernardo I di Comminges (de iste Bernardo exivit comes Dodo) e della moglie, Dias de Samatan, come ci viene confermato dal documento n° 541 delle Histoire Générale de Languedoc 2nd Edn. Tome V, Preuves (Dias  &  filii  nos- tri  Bernardus  de  Comenge  &  Rogerius  & Dodo  de  Samatan).

## Biografia
Verso il 1176, suo padre, Bernardo III di Comminges, detto Dodon morì, e Bernardo divenne il conte di Cominges, Bernardo IV, che, nel 1178, secondo la La Vasconie. Tables Généalogiques, fece una donazione ai Templari di Montsaunès.
Suo suocero, Centullo III, sia secondo la La Vasconie. Tables Généalogiques, che secondo la Gran enciclopèdia catalana, morì nel 1185.
Sua moglie, Stefania gli succedette e al momento della successione fu chiamata contessa Beatrice III, e Bernardo, per diritto di matrimonio divenne conte di Bigorre.
Raimondo IV di Cominges, nel 1192, ripudiò la moglie, Beatrice III, allontanò sia Beatrice III che la loro figlia, Petronilla, impossessandosi, sempre secondo la La Vasconie. Tables Généalogiques, della contea di Bigorre e della viscontea di Marsan; il re d'Aragona, Alfonso II, un mese dopo consegnò la contea e la viscontea al Visconte di Béarn, Gastone VI, fidanzato con Petronilla.
Beatrice III, in quel periodo (1194 circa), abdicò in favore della figlia, Petronilla.
secondo la Gran enciclopèdia catalana, Bernardo inizialmente non prese parte alla Crociata Albigese, ma quando Simone IV di Montfort, attaccò la contea di Tolosa, Bernardo, negli anni 1211 e 1212, si schierò a fianco del cugino, Raimondo VI di Tolosa.

Dato che si era schierato contro i Crociati, nel 1213, Bernardo venne scomunicato e privato dei suoi diritti; allora Bernardo chiese la protezione del re d'Aragona, Pietro II, al seguito del quale, partecipò alla Battaglia di Muret, dove vennero sconfitti e Pietro II perse la vita.

Si riconciliò con la Chiesa (1215), ma, nel 1217, prese parte ancora alla difesa di Tolosa contro i Crociati, tra cui militava suo genero, Guido di Montfort.
Bernardo seguì il primo Concilio Lateranense.
Secondo la Histoire générale de Languedoc : avec des notes et les pièces justificatives, composée sur les auteurs et les titres originaux. T. 2, Bernardo morì il 25 febbraio 1225.
Nella Contea di Comminges, gli succedette il figlio maschio, Bernardo, come Bernardo V.

## Matrimoni e discendenza
Raimondo, nel 1180, aveva sposato, l'erede della contea di Bigorre, Stefania, chiamata in seguito, Beatrice III, che, secondo la La Vasconie. Tables Généalogiques, era l'unica figlia del Conte di Bigorre e visconte di Marsan, Centullo III, e della moglie, Matella di Baux (1125 - 1175), figlia di Raimondo I di Baux, italianizzato in Raimondo I del Balzo, 4° signore di Les Baux, e di Stefanetta di Provenza, sorella minore di Dolce di Carlat, e figlia del visconte di Millau, di Gévaudan, e di Carlat, Gilberto I di Gévaudan e della Contessa di Provenza, Gerberga (come ci viene confermato dalle Note dell'Histoire Générale de Languedoc, Tome II).

Beatrice era al suo secondo matrimonio, essendo vedova del primo marito, Pietro II, visconte di Dax.

Raimondo da Beatrice ebbe una figlia:
- Petronilla, contessa di Bigorre[8].

Dopo essersi separato dalla contessa di Bigorre, Beatrice III, nel 1195, Raimondo si sposò, in seconde nozze con Comtors de la Barthe, figlia del visconte di Barthe, Arnaldo-Guglielmo e della moglie.

Bernardo, nel 1197, secondo il documento n° XXXI della Histoire Générale de Languedoc 2nd Edn. Tome V, Preuves, fu costretto a divorziare da Comtors, a causa della loro consanguineità.

Raimondo da Comtors ebbe due figli:
- Bernardo, che divenne Bernardo V Conte di Comminges[17]
- Arnaldo Ruggero, vescovo di Comminges[17].

Dopo aver divorziato da Comtors de la Barthe, in quello stesso 1197, si sposò, in terze nozze, con Maria di Montpellier, figlia del signore di Montpellier, Guglielmo VIII (?- settembre 1203) e della sua prima moglie, Eudocia Comnena, nipote dell'imperatore di Costantinopoli Manuele Comneno.; Maria di Montpellier era al suo secondo matrimonio essendo vedova del visconte di Marsiglia, Raimondo Goffredo, detto Barral, figlio di Ugo Goffredo, visconte di Marsiglia e di Cecilia d'Aurons.

Verso il 1201, Bernardo e Maria si separarono; Maria fu ripudiata e fece ritorno a Montpellier, dove, secondo la Cronaca piniatense, spinsero Maria (la filla del noble princep Don Guillem de Montpeller…Maria, nieta del Emperador de Costantin noble) a sposare il re d'Aragona, Pietro II, che a seguito del matrimonio divenne signore della città, come conferma il cap. XI de la Chronique de Guillaume de Puy-Laurens.

Raimondo da Maria ebbe due figlie:
- Matilde, che, secondo la Chronique de Guillaume de Puy-Laurens, aveva sposato Sancho III, visconte de la Barthe[23]
- Petronilla, che, secondo la Chronique de Guillaume de Puy-Laurens, aveva sposato Centullo I, conte d’Astarac[23].

Inoltre Raimondo ebbe altre due figlie, di cui non si conoscono i nomi delle madri:
- Mascarosa,
- Delfina, badessa ad Esclache[17].

### Fonti primarie
- (LA)  Histoire générale de Languedoc : avec des notes et les pièces justificatives. T. 2.
- (LA)  Histoire générale de Languedoc : avec des notes et les pièces justificatives. T. 5.

### Letteratura storiografica
- (FR)  LA VASCONIE.
- (FR)  Histoire générale de Languedoc, Notes, tomus II.
- (FR)  Histoire de la guerre des Albigeois. Chronique de Guillaume de Puy-Laurens.